# Сооронбаева, Зуура
3уура Сооронбаева (15 августа 1924, Джол-Колот, Иссык-Кульская область — 14 апреля 2012, Бишкек) — киргизская советская поэтесса, писательница и драматург. Народный писатель Киргизской Республики (1995).

## Биография
Родилась в семье крестьянина-бедняка. В 1940 г. начала трудовую деятельность секретарём-машинисткой в редакции областной газеты «Ысык-көл правдасы».
С 1959 по 1974 год — корреспондент межрайонной газеты «Коммунистик эмгек», а 1974 по 1979 год — корреспондент газеты «Ысык-көл правдасы».
В литературе дебютировала в 1947 г. Первый поэтический сборник «Менин айылым» («Мой аил») издан в 1960 г. Наиболее заметное прозаическое произведение — повесть «Астра гулу», изданная в 1971 г., на русском языке вышла под названием «Осенние цветы» в 1979 г. Автор пьес «Мужчина — невеста», «Зарево пожарища», «Разрушенная святыня» и др. Также работала в жанре романа. Среди других произведений: «Жетимдер» (Сироты), «Андрей», «Акчач аял» (Седая женщина), «Жапайы розалар» (Дикие розы), «Ленинграддан келген кат» (Письмо из Ленинграда), «Тоолор билет» (Горы знают) и роман «Чоочун киши» (Незнакомец).
Член Союза писателей СССР с 1954 г., член Союза журналистов СССР с 1953 г.

## Награды
- Народный писатель Киргизской Республики (1995)[1]
- Медаль «За доблестный труд в Великой Отечественной войне 1941—1945 гг.»
- Медаль «В ознаменование 100-летия со дня рождения Владимира Ильича Ленина»
- Юбилейная медаль «Тридцать лет Победы в Великой Отечественной войне 1941—1945 гг.»
- Юбилейная медаль «Сорок лет Победы в Великой Отечественной войне 1941—1945 гг.»
- Медаль «Ветеран труда»
- Почётная грамота и Грамота Верховного Совета Киргизской ССР.